# Capanema (tiểu vùng)
Capanema là một tiểu vùng thuộc bang Paraná, Brasil. Tiều vùng này có diện tích 2317 km², dân số năm 2007 là 93780 người.